# Gazelă
Gazela (Antilopinae) este o subfamilie cu mai multe genuri și specii din familia Bovidae, animale de mărime mijlocie care trăiesc în Africa și Asia în regiuni uscate de stepă. O caracteristică comună a acestor antilope este faptul că poartă coarne, sunt ierbivore, rumegătoare, paricopitate și prezintă un dimorfism sexual (masculul fiind mai mare ca femela).

## Sistematică
Sistematică după Wilson & Reeder, (2005).
| - Regn Animalia - Încrengătura Chordata - Clasa Mammalia - Ordinul Cetartiodactyla - Subordinul Ruminantia - Familia Bovidae - Subfamilia Antilopinae |

| Tribul Antilopini Genul Ammodorcas - Ammodorcas clarkei Genul Antidorcas - Antidorcas marsupialis Genul Antilope - Antilope cervicapra Genul Eudorcas - Eudorcas albonotata - Eudorcas rufina † - Eudorcas rufifrons - Eudorcas thomsonii - Eudorcas tilonura Genul Gazella - Gazella spekei | Genul Litocranius - Litocranius walleri Genul Nanger - Nanger dama - Nanger granti - Nanger soemmerringii Genul Procapra - Procapra picticaudata - Procapra przewalskii - Procapra gutturosa Tribul Saigini Genul Saiga - Saiga tatarica - Saiga borealis Tribul Neotragini Genul Dorcatragus - Dorcatragus megalotis Genul Madoqua - Madoqua saltiana - Madoqua piacentinii - Madoqua guentheri - Madoqua kirki Genul Neotragus - Neotragus pygmaeus | Genul Ourebia - Ourebia ourebi Genul Raphicerus - Raphicerus campestris - Raphicerus melanotis - Raphicerus sharpei |